# Alix de Jérusalem
Alix de Jérusalem, (v. 1110 † après 1151) est une princesse d'Antioche, fille de Baudouin II, roi de Jérusalem, et de Morfia de Malatya.

## Biographie
Elle épouse en 1126 Bohémond II, prince d'Antioche de 1126 à 1130 et donne naissance à une fille, Constance (1127-1163), qui deviendra l'héritière de la principauté.
En 1130, Bohémond II est tué lors d’un affrontement contre le prince arménien Léon Ier, allié à Gümüchtegin, émir danichmendide. L'héritière de la principauté est Constance, âgée de deux ans et Alix n'attend pas la décision de son père pour prendre la régence. Mais elle se rend rapidement impopulaire auprès de la population d'Antioche et des rumeurs affirment qu'elle a enfermé sa fille dans un couvent pour prolonger la régence.
Sentant que son père est sur le point d'intervenir dans les affaires de la principauté et va agir comme suzerain plutôt que comme père, elle envoie un messager à Zengi, atabeg d'Alep et de Mossoul, faisant appel à son aide et lui promettant de le considérer comme son suzerain. Mais le roi Baudouin II arrive aux environs d'Antioche, accompagné de son gendre et héritier Foulque d'Anjou et intercepte le messager qui est aussitôt pendu.
Alix ordonne la fermeture des portes et Baudouin demande l'aide de Josselin Ier de Courtenay, comte d'Édesse et campe devant la ville. Alix gagne la faveur de la population en distribuant de fortes sommes prélevées sur le trésor, mais deux Francs, Guillaume d'Aversa, un chevalier normand, et Pierre Latinator, un moine, ouvrent les portes de la ville au roi et à ses compagnons. Alix se barricade dans une tour mais, conseillée par les notables de la ville, se rend et demande pardon au roi. Baudouin lui pardonne, mais lui ôte la régence qu'il donne à Josselin et l'exile à Jabala et à Laodicée, deux villes qui constituent son douaire.
Baudouin meurt en 1131 et Foulque d'Anjou lui succède. Josselin de Courtenay meurt également en 1131. En 1132, Alix se gagne l'appui de trois puissants barons, Guillaume, châtelain de Saone, Josselin II, comte d'Édesse et Pons, comte de Tripoli, et reprend la régence d'Antioche. Les notables de la ville, inquiet de ce retour, font appel au roi Foulque, qui arrive à Antioche malgré Pons de Tripoli qui tente de lui barrer le passage. Alix est de nouveau exilée à Laodicée.
En 1135, soutenue par sa sœur Mélisende, épouse de Foulque, elle redevient régente d'Antioche, sans que le roi l'en empêche. Mais Raoul de Domfront, le patriarche d'Antioche, organise un complot pour écarter définitivement Alix de la régence. Il négocie le mariage de Constance avec un prince aquitain, Raymond de Poitiers, le fait venir en faisant croire à Alix qu'il vient l'épouser. Sans méfiance Alix permet à Raymond d'entrer à Antioche et, pendant qu'elle attend dans son palais l'arrivée de Raymond, le patriarche marie Raymond et Constance à la cathédrale. Alix n'a plus qu'à se retirer à Laodicée.
Sa mort survient à une date inconnue. En 1151, Alix apparaît toujours comme « princesse de Laodicée » (en latin, « Laodicie principessa ») dans un acte des Hospitaliers.